# Rhyssoleptoneta latitarsa
Rhyssoleptoneta latitarsa là một loài nhện trong họ Leptonetidae. Chúng được L. J. Tong & S. Q. Li miêu tả năm 2007. và chì được tìm thấy ở Trung Quốc.